# Communauté de communes du Carluxais Terre de Fénelon
La communauté de communes du Carluxais Terre de Fénelon est une ancienne communauté de communes française située dans le département de la Dordogne, en région Aquitaine.
Elle faisait partie du Pays du Périgord noir.

## Histoire
La communauté de communes du Carluxais a été créée le 19 décembre 2000 pour une prise d'effet au 1er janvier 2001 à partir de six communes.
Le 26 novembre 2003, elle change de dénomination en accueillant les quatre communes de la communauté de communes du Pays de Fénelon (Calviac-en-Périgord, Sainte-Mondane, Saint-Julien-de-Lampon et Veyrignac) qui est dissoute le même jour. Elle prend alors l'appellation de communauté de communes du Carluxais Terre de Fénelon.
Au 1er janvier 2011, elle s'agrandit avec l'arrivée de la commune de Carsac-Aillac qui quitte la communauté de communes du Périgord noir.
Par arrêté no 2013149-0001 du 29 mai 2013, la fusion entre la communauté de communes du Carluxais Terre de Fénelon et la communauté de communes du Salignacois prend effet le 1er janvier 2014. La nouvelle entité porte le nom de communauté de communes du Pays de Fénelon.

## Composition
De 2011 à 2013, la communauté de communes du Carluxais Terre de Fénelon regroupait les onze communes du canton de Carlux : 
1. Calviac-en-Périgord
2. Carlux
3. Carsac-Aillac
4. Cazoulès
5. Orliaguet
6. Peyrillac-et-Millac
7. Prats-de-Carlux
8. Sainte-Mondane
9. Saint-Julien-de-Lampon
10. Simeyrols
11. Veyrignac

## Démographie
Au 1er janvier 2013, pour sa dernière année d'existence, la communauté de communes du Carluxais Terre de Fénelon avait une population municipale de 5 471 habitants.

## Administration
| Période                                  | Période       | Identité          | Étiquette    | Qualité                                                                          |
| ---------------------------------------- | ------------- | ----------------- | ------------ | -------------------------------------------------------------------------------- |
| ?                                        | avril 2008    | Maurice Léonard   | PCF          | Maire de Cazoulès (1971-2008) Conseiller général du canton de Carlux (1982-2001) |
| avril 2008                               | décembre 2013 | Vincent Flaquière | apparenté PS | Maire de Simeyrols (depuis 2001)                                                 |
| Les données manquantes sont à compléter. |               |                   |              |                                                                                  |

## Compétences
- Activités sportives
- Assainissement collectif
- Collecte des déchets
- Développement économique
- Environnement
- Équipements ou établissements culturels, socioculturels, socioéducatifs ou sportifs
- Préfiguration et fonctionnement des Pays
- Tourisme
- Voirie
- Zones d'activités industrielle, commerciale, tertiaire, artisanale ou touristique
- Zones d'aménagement concerté (ZAC)

### Sources
- Le SPLAF (Site sur la Population et les Limites Administratives de la France)
- CC du Carluxais-Terre de Fénelon, base BANATIC de la Dordogne